# Фремен-Мерлебак (кантон)
Фремен-Мерлеба́к (фр. Freyming-Merlebach) — кантон во Франции, в регионе Эльзас — Шампань — Арденны — Лотарингия, департамент Мозель, округ Форбак — Буле-Мозель. До марта 2015 года кантон административно входил в состав упразднённого округа Форбак.
Численность населения кантона в 2007 году составляла 26673 человека. Код INSEE кантона — 57 41. С марта 2015 года код кантона — 57 09, в составе кантона 11 коммун, суммарная численность населения — 32 906 человек (2013), административный центр — коммуна Фремен-Мерлебак.

## Коммуны кантона
До марта 2015 года в составе кантона было 10 коммун:
| Коммуна              | Население | Почтовый индекс | Код INSEE |
| -------------------- | --------- | --------------- | --------- |
| Барст                | 483       | 57450           | 57052     |
| Бенен-ле-Сент-Авольд | 1 231     | 57800           | 57061     |
| Беттен               | 902       | 57800           | 57073     |
| Каппель              | 723       | 57450           | 57122     |
| Фареберсвиллер       | 6 279     | 57450           | 57207     |
| Фремен-Мерлебак      | 14 461    | 57800           | 57240     |
| Генвиллер            | 613       | 57470           | 57271     |
| Анривиль             | 764       | 57450           | 57316     |
| Ост                  | 579       | 57510           | 57337     |
| Сенбуз               | 1 708     | 57455           | 57644     |